# کورت کنیسپل
کورت کنیسپل (آلمانی: Kurt Knispel؛ ۲۰ سپتامبر ۱۹۲۱ – ۲۸ آوریل ۱۹۴۵) یک نظامی اهل آلمان در دوره رایش سوم و از بهترین تک خال‌های تانک در جنگ جهانی دوم بود.